# 모건 존스
모건 존스(Morgan Jones, 1928년 6월 15일 ~ 2012년 1월 13일)는 미국의 배우, 텔레비전 배우이다.

## 영화
- 특수기동대 (1975년)
- 119 구조대 (1972년)
- 형사 맥밀란 (1971년)
- 제12순찰대 (1968년)
- 인베이더 - 시리즈 (1967년)
- 사하라 특공대 (1966년)
- 벨스 아 링잉 (1960년)
- 자이언트 크로 (1957년)
- 낫 오브 디스 어스 (1957년)
- 금지된 세계 (1956년)
- 아파치 여인 (1955년)
- 달려라 래시 (1954년)
- 사랑은 비를 타고 (1952년)